# Striberg
Striberg er et byområde i Nora kommun i Västmanland (Örebro län) i Sverige, beliggende 10 kilometer nordvest for Nora.

## Historie
Striberg var tidligere en udpræget industribebyggelse med flere miner. Den sidste blev nedlagt i 1967. Frem til 1979 var der også en jernbaneforbindelse i form af Nora Bergslags Järnväg.
Byen har haft såvel ishockey- som fodboldklub. Fodboldklubben blev nedlagt i starten af 1990'erne, og ishockeyklubben blev flyttet fra Stribergs yderkant til den nybyggede ishal i Nora i 1997.
Skolen blev nedlagt i midten af 2000'erne.
Der har gennem årene ligget mindst tre butikker i byen.

## Stribergs herregård
Stribergs herregård blev opført i årene 1875-78 af fabriksejer P.O. Svensson i Ringshyttan. Bygningen har tre etager og er bygget af sten. Der findes også to fløje af tømmer, som er ældre end hovedbygningen. Bygningerne rummede Stribergs Grufve AB's kontor frem til firmaets nedlæggelse.